# Kościół Matki Bożej Różańcowej w Kępicach
Kościół Matki Bożej Różańcowej w Kępicach – rzymskokatolicki kościół parafialny należący do parafii pod tym samym wezwaniem (dekanat Polanów, diecezji koszalińsko-kołobrzeskiej, metropolii szczecińsko-kamieńskiej).

## Historia
Jest to świątynia wzniesiona w latach 1975–1976, poświęcona została 24 grudnia 1976 roku i konsekrowana 14 czerwca 1988 roku przez biskupa Ignacego Jeża.
Kościół został zbudowany, podczas urzędowania księdza proboszcza Alfreda Osipowicza.
Świątynia powstała na miejscu kaplicy filialnej z XIX wieku. Wyposażenie budowli jest współczesne.